# Zygmunt ze Stężycy
Zygmunt ze Stężycy herbu Szreniawa (ur. ok. 1497 w Stężycy, zm. 30 lipca 1582 w Krakowie) – doktor prawa kanonicznego, wielokrotny rektor Akademii Krakowskiej.

## Życiorys
Studia na Akademii Krakowskiej rozpoczął 31 października 1512, w 1515 został bakałarzem, a w 1520 magistrem sztuk wyzwolonych. Przez 2 lata wykładał na Wydziale Filozoficznym rozpoczynając równocześnie studia prawnicze. Licencjat z prawa otrzymał 10 lipca 1524, a doktorat 22 września 1524. W 1525 był dziekanem Wydziału Prawa. W 1532 został seniorem Bursy Prawników. Od 23 maja 1542 był kanonikiem kapituły katedralnej. Dziewięciokrotnie wybierany był na funkcję rektora Akademii. W 1536 wyjechał do Rzymu, do Krakowa powrócił w 1539, doradzał biskupowi Piotrowi Gamratowi. Z posiadanych kościelnych beneficjów fundusze przeznaczał na Kolegium Mniejsze i darował książki bibliotece Kolegium Większego. Został pochowany w katedrze wawelskiej. Egzekutorami testamentu byli Jakub Górski i Marcin z Pilzna.